# Ochotona thomasi
Ochotona thomasi este o specie de mamifere mici din familia iepurilor fluierători, Ochotonidae. Blana dorsală este brună-roșcată vara și de un cenușiu șoricesc iarna. Este o erbivoră oportunistă amenințată de pierderea habitatului, fiind găsită pe vârfuri izolate din estul Munților Qilian⁠(en)[traduceți] în Qinghai, Gansu și nord-vestul Sichuanului, în China. Lista roșie a Uniunii Internaționale pentru Conservarea Naturii privind speciile amenințate a clasificat animalul în 1994 drept cunoscut insuficient, în 1996 drept specie aproape amenințată⁠(en)[traduceți], iar în 2008 drept specie neamenințată cu dispariția.

## Taxonomie
Ochotona thomasi este o specie monotipică (adică care nu are subspecii) care a fost descrisă pentru prima dată în anul 1948 de zoologul rus A. I. Argyropulo, în revista Trudy Zoologicheskogo Instituta. A numit-o după mamalogul britanic Michael Rogers Oldfield Thomas. O. thomasi este similară cu Ochotona cansus, cu cea mai mare lungime a craniului similară, însă poate fi diferențiată prin lățimea mai mică a craniului și arcadei zigomatice. În 1974 Feng și Kao au sinonimizat O. t. cilanica (Bannikov, 1960) cu O. thomasi. Potrivit lucrării Mammal Species of the World, O. ciliana (Bannikov, 1940) este în prezent singurul său sinonim.

## Descriere
O. thomasi măsoară 10,5 până la 16,5 cm în lungime și cântărește 45 până la 110 g. Craniul fragil este mai larg în partea anterioară și mai mic, mai plat și mai îngust decât la alte specii de iepuri fluierători. Cea mai mare lungime a craniului este de 3,3 până la 3,7 cm. Foramenul incisiv⁠(en)[traduceți] (deschizătură în formă de pâlnie din placa osoasă a craniului, situată în cerul gurii, imediat în spatele dinților incisivi unde trec vase de sânge și nervi) și foramenul palatal sunt atașate, și nu există niciun foramen oval deasupra osului frontal. Arcadele zigomatice sunt late de 3,36 până la 3,55 cm, iar urechile măsoară 1,7 până la 2,2 cm în lungime. Are bule auditive⁠(en)[traduceți] convexe, alungite. Blana dorsală de vară este brună-roșcată, iar părțile inferioare⁠(en)[traduceți] sunt nuanțate cu galben sau de culoare albă deschisă. Blana dorsală de iarnă este de culoarea cenușie șoricească, iar perii au vârfuri negre remarcabile. Labele picioarelor din spate au 2,2 până la 2,9 cm în lungime.

## Răspândire și habitat
Endemică în China, O. thomasi este rară, și nu a fost coordonat niciun studiu intensiv asupra populației. Se găsește în munții retrași din estul lanțului Munților Qilian⁠(en)[traduceți], în Qinghai, Gansu și nord-vestul Sichuanului.
Populează fânețe și păduri izolate deluroase arbustive de Caragana jubata, Dasiphora fruticosa⁠(en)[traduceți], Rhododendron și specii de sălcii (Salix), la altitudini de între 3.400 și 4.020 de metri deasupra nivelului mării.
O. thomasi este simpatrică⁠(en)[traduceți] (adică există în aceeași arie geografică și prin urmare se întâlnește frecvent) cu specia Ochotona cansus, al cărei areal se suprapune de asemenea într-o parte cu cel al speciei Ochotona thibetana, însă nu există nicio suprapunere între arealele speciilor O. thomasi și O. thibetana.

## Comportament și ecologie
O. thomasi este o specie galericolă diurnă. Este o erbivoră oportunistă și poate trăi în mici grupuri de familie. Deși ecologia sa nu este bine cunoscută, se presupune că aceasta este similară cu cea a speciei O. cansus. Detalii despre comportamentul și reproducerea sa sunt de asemenea necunoscute.

## Stare de conservare
În 1994, O. thomasi a fost clasificată pe Lista roșie a IUCN privind speciile amenințate drept cunoscută insuficient. În 1996 îi s-a acordat statutul de specie aproape amenințată⁠(en)[traduceți], iar aceasta aproape întrunea chiar și criteriile pentru speciile vulnerabile⁠(en)[traduceți] (A2c + 3c), atât din punctul de vedere al IUCN, cât și al Listei Roșii a Vertebratelor Chinei, din cauza unei populații în declin de peste 30 % în ultimii zece ani, în cei zece ani prevăzuți sau în trei generații, determinat pe baza unei măsuri de întâlnire, suprafețe ocupate sau calități a habitatului descrescânde. A fost reevaluată de IUCN în 2008 și clasificată drept specie neamenințată cu dispariția. Motivul este că deși se cunosc foarte puține despre starea sa, este o specie răspândită la nivel larg. Starea actuală a tendinței de creștere/descreștere a populației este neclară. S-ar putea ca specia să fie afectată de deces în rândul specimenelor cauzat de metodele de menținut dăunătorii sub control din arealul său, însă efectele asupra speciei sunt necunoscute. Nu a fost luată nicio măsură pentru protejarea speciei O. thomasi.